# Костянтин Свідзінський
Костянтин Свідзінський[джерело?] гербу Півкозич (також Константій Свідзінський, (пол. Konstanty Świdziński; 1793, Сульгостув — 1855, Київ) — польський колекціонер, бібліофіл, меценат i керівник польських культурних осередків.

## З життєпису
Син каштеляна радомського Каєтана Свідзінського і Феліціанни з Хадзієвичів.
З самого початку Костянтин навчався вдома і в варшавській резиденції дідової сестри, Маріанни Лянцкоронської. Закінчивши Варшавський Ліцей під керівництвом відомого ректора Самюеля Лінде, в якого винаймав житло, осів у родинних маєтностях, які отримав після смерті батька у 1812 році. Проте багато подорожував, розширюючи при цьому зібрання рідкісних видань та антикваріату, a також проводив час у наукових диспутах. З початку 30-х років 19 ст. брав участь у суспільному житті, двічі був обраний маршалком Опочненського сеймику, i був членом Сейму як посол Опочна.
В 1831 перебував у Кракові, у 1833 чи 1834 виграв судовий процес і отримав у спадок маєтності на Ходорківщині в Україні. Поживши там певний час, продав, а отримані кошти витрачав на купівлю книг і антикваріату. З того часу проживав в Україні, зазвичай у свого приятеля Едварда Руліковського.
Похований у сімейному склепі у Кльвуві на Радомщині.
Під кінець життя Свідзінського його колекція складалась із 21 912 справ в 25 317 томах, 1031 рукописів, 12 492 замальовок, 3000 монет i 246 археологічних експонатів. Для порівняння, наукова бібліотека ім. Оссолінських (Львів) на той час мала 19 511 справ, 708 рукописів, 1445 картин i 133 мапи.

### Свідзінські гербу Півкозич— предки Костянтина
- Вавжинець Свідзінський помер 1725
  - Станіслав Свідзінський помер 1761
    - Міхал Свідзінський помер 1788
      - Каєтан Свідзінський x Феліціанна Хадзієвич
        - Костянтин Свідзінський помер 1855